# Maximilian Joseph Überbruck von Rodenstein

Maximilian Joseph Freiherr Überbrück von Rodenstein um 1890 bis 1903 in Bensheim

Maximilian Joseph Überbruck Freiherr von Rodenstein (* 14. September 1810; † 6. Juni 1903 in Bensheim) war Ministerialrat im Großherzogtum Hessen und Landtagskommissar.

## Familie
Maximilian Joseph Überbruck von Rodensteins Familie war römisch-katholisch. Sein Vater, Heinrich Joseph Überbruck Freiherr von Rodenstein (1769–1857), war Grundbesitzer, Kammerherr und von 1820 bis 1833 Vertreter des grundbesitzenden Adels in der Zweiten Kammer der Landstände des Großherzogtums Hessen. Die Mutter von Maximilian Joseph war Anna Ottilie, geborene Gräfin von Freyen-Seyboltstorff (1779–1859).
Maximilian Joseph heiratete 1851 Elisabeth Theresia Freiin von Münch-Bellinghausen (* 29. September 1830; † 9. September 1852). Aus der Ehe ging hervor:
- Heinrich Josef Maximilian (2. September 1852 in Darmstadt; † 18. Oktober 1904 in Freiburg im Breisgau)[2], Kammerherr und Ritter des Malteser-Ordens.[3]

## Karriere
Maximilian Joseph Überbruck von Rodenstein war Ministerialrat im Innenministerium der Regierung des Großherzogtums Hessen. 1862 wurde er zum Landtagskommissar für die Erste Kammer des 17. Landtags des Großherzogtums Hessen und 1865, 1866 und 1868 in gleicher Funktion für die folgenden Landtage berufen.

## Ehrungen
1846 wurde er zum großherzoglich hessischen Kammerherrn ernannt. Später erhielt er den Titel eines großherzoglich-hessischen Geheimrats.